# Nasmyth Adaptive Optics System
NaCo, contrazione di Nasmyth Adaptive Optics System (NAOS) e Near-Infrared Imager and Spectrograph (CONICA), sono due strumenti per osservazioni astronomiche congiuntamente abbinati installati al VLT di ESO presso l'osservatorio del Paranal, in Cile:
NAOS è stato un sistema di ottica adattiva per i fuochi Nasmyth sulle unità del VLT. Combinato con lo spettrografo e imager nel vicino infrarosso CONICA è stato installato sul fuoco Nasmyth B dell'unità 4 (UT4) dal 2001 al 2013 e l'anno successivo è stato reinstallato sull'unità 1 (UT1) del fuoco disponibile, Nasmyth A. Consente di effettuare imaging assistito da ottica adattiva, polarimetria di imaging e, limitatamente in banda L infrarossa (1-5 micron), osservazioni con coronografia.

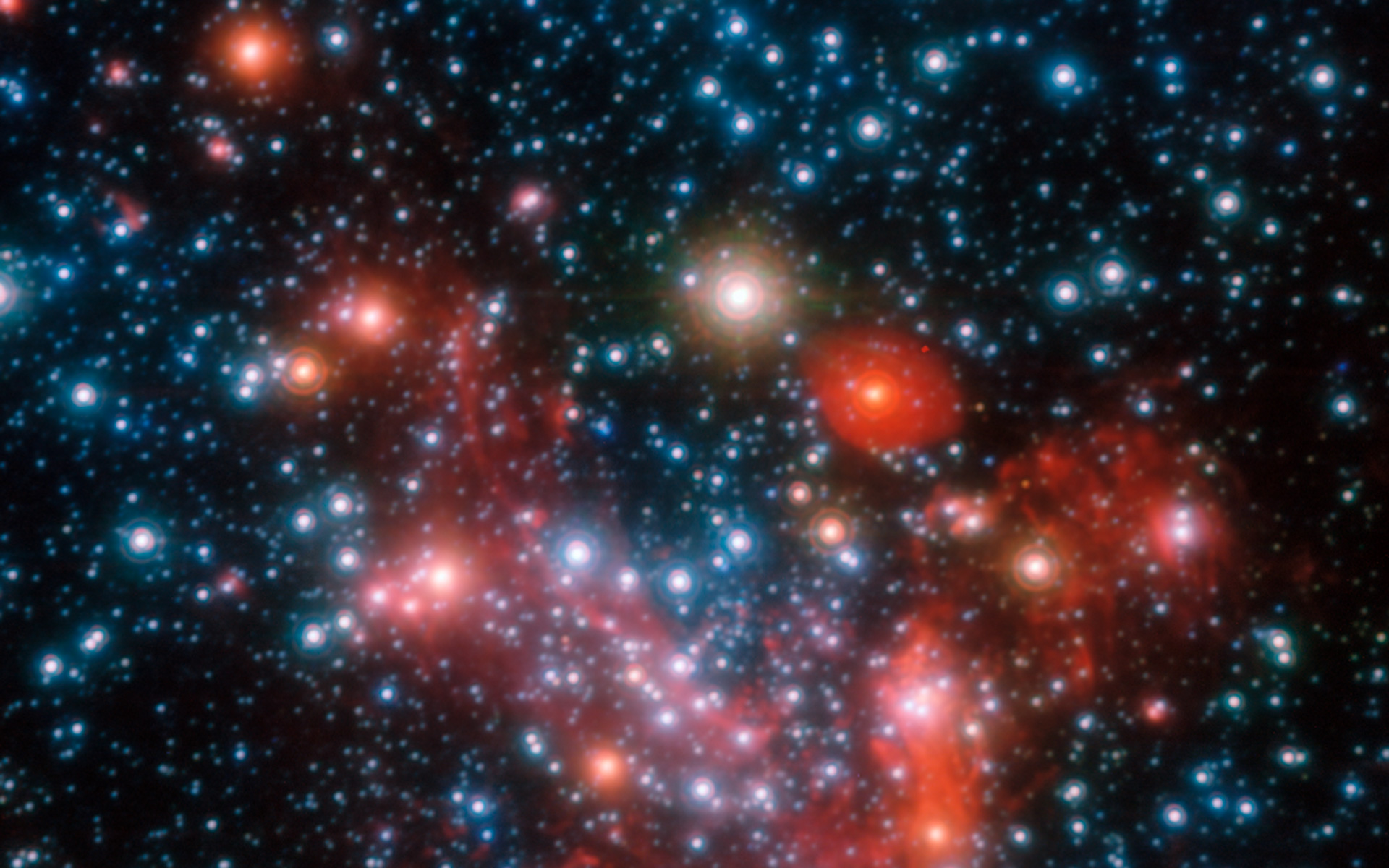
Centro della Via Lattea osservato nel vicino infrarosso con lo strumento NaCo sul Very Large Telescope dell'ESO. L'iconica immagine, risultato di istantanee catturate in posizioni leggermente diverse, è stata ottenuta nel 2008

NACO è stato dismesso a ottobre 2019 al termine del periodo osservativo P103 (Call for Proposal 103) rendendo disponibile l'alloggiamento per un futuro strumento.